# تاريه رود-لارسن
تاريه رود-لارسن (بالنرويجية البوكمول: Terje Rød-Larsen)‏ (ولد في 22 نوفمبر 1947) هو دبلوماسي وسياسي وعالم اجتماع من النرويج.
رود-لارسن كان أحد الشخصيات الرئيسية التي قادت مفاوضات إتفاقيات أوسلو في التسعينيات بصفته مديرا لمؤسسة فافو.
في عام 1993 عُيِّن رود-لارسن سفيرا ومستشارا خاصا لعملية السلام في الشرق الأوسط لدى وزير الخارجية النرويجي، وفي السنة التالية أصبح المنسق الخاص للأمم المتحدة في الأراضي المحتلة برتبة وكيل للأمين العام، ثم لفترة أخرى بين عامي 1999 و 2004.

كما خدم رود-لارسن لفترة وجيزة كنائب لرئيس الوزراء ووزير التخطيط والتعاون في النرويج في مجلس وزراء توربيورن ياغلاند في عام 1996. منذ عام 2004 أصبح رئيس معهد السلام الدولي، ومقره في مدينة نيويورك.